# Рэгсдэйл, Уильям
Уильям Рэгсдэйл (англ. William Ragsdale; род. 19 января 1961, Эль-Дорадо, Арканзас, США) — американский актёр, получивший известность благодаря главной роли в культовом фильме «Ночь страха» (1985). Несмотря на успешный старт карьеры, впоследствии он лишь изредка снимался в кино, в основном ему доставались эпизодические роли в телесериалах.

## Биография

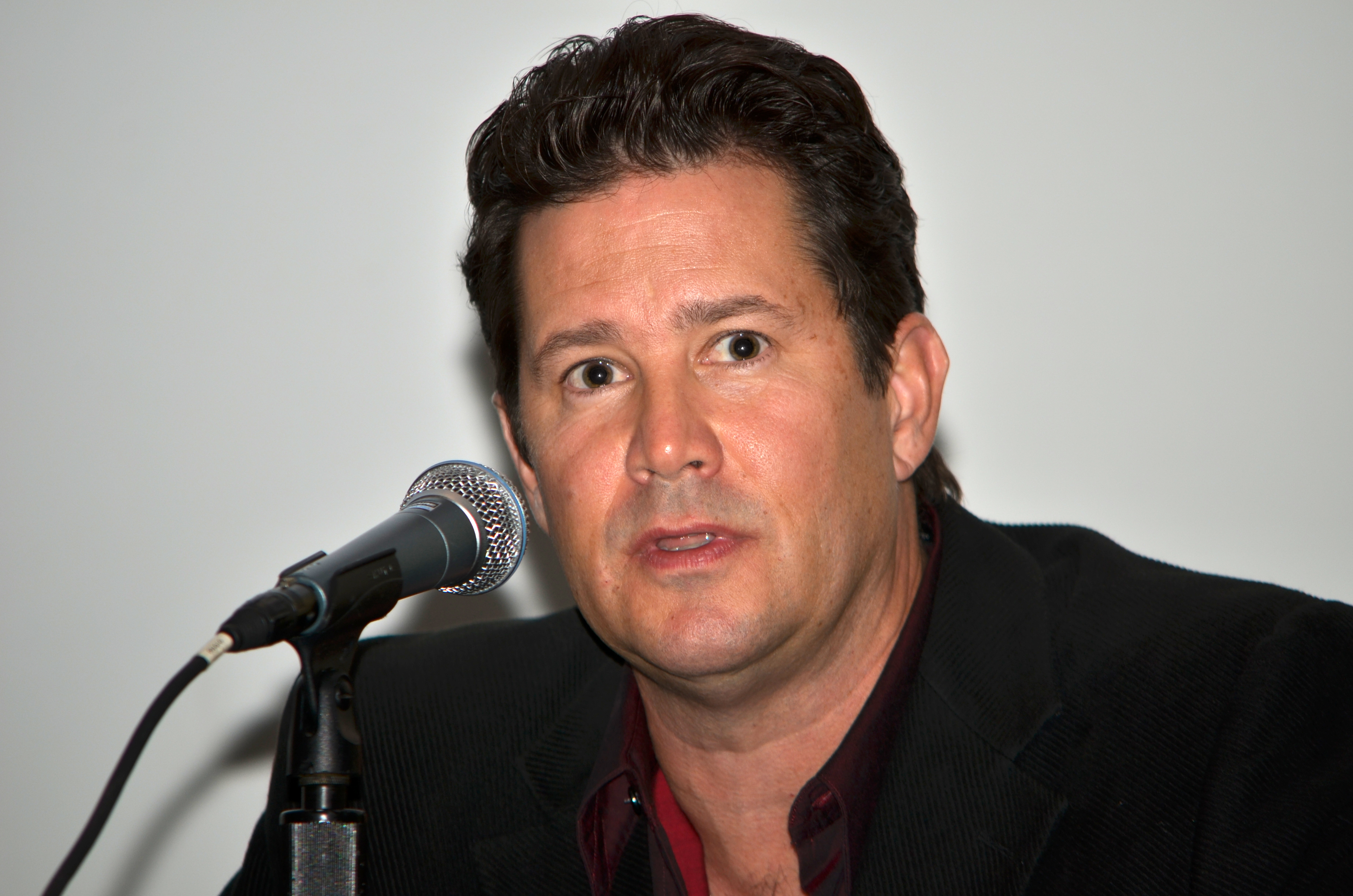
2011 год

Родился 19 января 1961 года в небольшом городке Эль-Дорадо в штате Арканзас, США.
В 1984 году 23-летний Уильям Рэгсдейл проходил прослушивание на роль Рокки Денниса для фильма «Маска» Питера Богдановича, но роль в итоге получил Эрик Штольц. Однако кастинг-менеджер Джеки Бёрчер запомнила молодого человека и пригласила его пройти пробы на роль в предстоящем молодёжном фильме ужасов режиссёра Тома Холланда «Ночь страха». Рэгсдейл несколько раз проходил прослушивание на главную роль Чарли Брюстера, юного охотника на вампиров, и в итоге обошёл остальных претендентов, в числе которых был Чарли Шин. Вышедший на экраны в 1985 году фильм получил неплохие отзывы критиков и обрёл статус «культового» среди молодёжи.
Затем последовали роли в сиквеле «Ночь страха 2», театральной пьесе «Билокси Блюз» драматурга Нила Саймона, а также роль в романтической комедии начала девяностых «Манекен в движении».
С 1991 по 1994 Рэгсдэйл играет главную роль в ситкоме телеканала Fox «Голова Германа». В конце девяностых мог произойти новый виток в карьере актёра: ему досталась роль в пилотном эпизоде сериала «Зачарованные», однако Уильям отказался от неё в пользу другого сериала проекта под названием «Brother's Keeper», который был закрыт после первого сезона. Впоследствии ему доставались в основном гостевые роли в эпизодах популярных сериалов, таких как «Медиум», «Детектив Раш», «C.S.I.: Майами» и многих других. Наиболее продолжительной ролью на телевидении в поздний период карьеры стало появление в 13 эпизодах сериала «Правосудие», где он снимался с 1 по 3 сезон в 2010-2012 годах.
В 2017 году выступил в офф-бродвейской постановке «Человек из Небраски» (англ. Man from Nebraska) драматурга Трейси Леттса в театре Second Stage Theatre в Нью-Йорке.
В 2023 году снялся в небольшой роли священника-охотник на вампиров в хоррор-комедии «Ренфилд», что является отсылкой к его роли Чарли Брюстера в «Ночи страха».

## Фильмография
| Год       |   | Русское название                  | Оригинальное название        | Роль                             |
| --------- | - | --------------------------------- | ---------------------------- | -------------------------------- |
| 1985      | ф | Ночь страха                       | Fright Night                 | Чарли Брюстер                    |
| 1988      | ф | Ночь страха 2                     | Fright Night Part 2          | Чарли Брюстер                    |
| 1991      | ф | Манекен в движении                | Mannequin Two: On the Move   | Джейсон Уильямсон / принц Уильям |
| 1991—1994 | с | Голова Германа                    | Herman's Head                | Герман Брукс                     |
| 1998—1999 | с | —                                 | Brother's Keeper             | Портер Уэйд                      |
| 2000—2003 | с | Справедливая Эми                  | Judging Amy                  | Чарльз Дафф                      |
| 2003      | с | Сваха                             | Miss Match                   | Расселл Диксон                   |
| 2004      | с | Клава, давай!                     | Less than Perfect            | Митч Кэлгроув                    |
| 2006      | ф | Дом большой мамочки 2             | Big Momma's House 2          | Боб                              |
| 2007      | ф | Жатва                             | The Reaping                  | шериф Кейд                       |
| 2007      | с | Отчаянные домохозяйки             | Desperate Housewives         | Скотт Маккинни                   |
| 2007      | с | Красавцы                          | Entourage                    | Фрэнк Джованелло                 |
| 2008      | ф | Однажды в Голливуде               | What Just Happened           | агент                            |
| 2008      | с | Без следа                         | Without a Trace              | Роберт Ньютон                    |
| 2008      | с | Медиум                            | Medium                       | Расселл Фёрлонг                  |
| 2009      | с | Детектив Раш                      | Cold Case                    | Гленн Дрю                        |
| 2010      | с | Менталист                         | The Mentalist                | Мёрфи Травер                     |
| 2010      | с | C.S.I.: Место преступления Майами | CSI: Miami                   | Кеннет Макгуайр                  |
| 2010—2012 | с | Правосудие                        | Justified                    | Гэри Хоукинс                     |
| 2012      | с | Контакт                           | Touch                        | Трэвис Купер                     |
| 2013      | ф | Город порока                      | Broken City                  | мистер Дэйвис                    |
| 2013      | с | Необходимая жестокость            | Necessary Roughness          | доктор Штраусс                   |
| 2013      | с | Морская полиция: Спецотдел        | NCIS                         | Бретт Криви                      |
| 2014      | с | До смерти красива                 | Drop Dead Diva               | Алан Питерсон                    |
| 2014      | ф | Оставленные                       | Left Behind                  | Крис Смит                        |
| 2014      | с | Белый воротничок                  | White Collar                 | Джек Конрой                      |
| 2015      | с | Красные браслеты                  | Red Band Society             | отец Лео Рота                    |
| 2015      | с | Мыслить как преступник            | Criminal Minds               | Питер Гундерсон                  |
| 2016      | с | Слепая зона                       | Blindspot                    | Расселл Франклин                 |
| 2016      | с | Элементарно                       | Elementary                   | Патрик Мур                       |
| 2018      | с | Мадам госсекретарь                | Madam Secretary              | капитан Дэйл Шейверс             |
| 2018      | ф | Алекс Стрейнджлав                 | Alex Strangelove             | Рон Трулав                       |
| 2019      | с | Инстинкт                          | Instinct                     | Локхарт                          |
| 2019—2021 | с | Юная                              | Younger                      | Джеффри Джейкобс                 |
| 2020      | с | Голубая кровь                     | Blue Bloods                  | лейтенант Дин Стаффорд           |
| 2021      | с | Чёрный список                     | The Blacklist                | Карл Конуэй                      |
| 2021      | с | Убийства в одном здании           | Only Murders in the Building | Герман Брукс (камео)             |
| 2022      | с | Не сработало                      | WeCrashed                    | Крис, интервьюер с канала CNBC   |
| 2023      | ф | Ренфилд                           | Renfield                     | пожилой священник                |
| 2023      | ф | Стук в дверь                      | Knock at the Cabin           | отец Эрика                       |